# Apple Gabriel
Apple Gabriel, nom de scène d'Albert Craig, né en 1955 et mort le 23 mars 2020, est un chanteur jamaïcain. 

## Biographie
Apple Gabriel est un membre du groupe de reggae jamaïcain Israel Vibration. Comme les autres membres de ce groupe, il est atteint de poliomyélite.
Il quitta le groupe en 1996, et a enregistré ensuite trois albums chez Ras Records, T.P Records et Reper. Il a aussi participé à un des albums du groupe Groundation : We Free Again.

## Discographie
- An Apple A Day, 1994      (Reper)

- Another Moses, 1999      (Ras Records)

1. Telephathic Wave
2. Another Moses
3. Be As One
4. Back Out Hyena
5. Power Struggle
6. Poor Man Street
7. Keep On Dancing
8. Heat Wave
9. Venus
10. I'm Still Waiting

- Give Me M.T.V, 2001      (T.P Records)

- Teach Them Right, 2010 (jahsolidrock)

1. Mr.Conman
2. Conman Version
3. No Equality
4. Equal Version
5. In The Jungle
6. Jungle Version
7. Gifted Ones
8. Gifted Version
9. Give Them Love
10. Hypocrites
11. Hypocrites Version
12. We Are The World
13. Wordly Version
14. Praise Jahoviah
15. Holy Version
16. She's My Comforter
17. Tower Of Babel